# Шу-ілія
Шу-ілія (Ільшуілія) (2-а пол. XXI ст. до н. е.) — лугаль міста-держави Ешнунна.

## Життєпис
Син Ітуріа, енсі Ешнунни. З кінця правління урського царя Шу-Сіна обіймав посаду царського писаря. Після оголошення незалежності батьком близько 2026 року до н. е. став його співправителем.
Посів трон десь наприкінці 2020-х або напочатку 2010-х років до н. е. Прийняв титул лугаля країни Ва'ріум (область долини річки Діяла). У написах перед ім'ям Шу-ілії стоїть божественної знак дінгір — детермінатив бога, що є доказом обожнювання царя Ешнунни, за прикладом царів III династії Ура. Продовжив успішне протистояння цареві Ішбі-Ерру. Звів царський палац. що став резиденцією правителів Ешнунни (розкопано у 1930 році).
Йому спадкував Нур-ахум.